# Verenigd Koninkrijk der Nederlanden
Het Verenigd Koninkrijk der Nederlanden, officieel in het Nederlands Koninkrijk der Nederlanden, in het Frans Royaume des Belgiques, was een staat van 1815 tot 1830 die bij benadering het grondgebied van het huidige Nederland en België omvatte en die in een personele unie met het groothertogdom Luxemburg was verbonden. Het koninkrijk werd gevormd aan het einde van een lange reeks Franse revolutionaire en napoleonistische oorlogen, op basis van afspraken gemaakt tijdens internationale vredesbesprekingen in Wenen. Het was een constitutionele monarchie maar de grondwet voorzag niet in een volksvertegenwoordiging.
Het woord "verenigd" is achteraf toegevoegd door historici, om het onderscheid te maken met het hedendaagse Koninkrijk der Nederlanden. In België wordt deze periode wel het Hollands Tijdvak genoemd. Het woord "verenigd" slaat hier op de toevoeging van ongeveer het grondgebied van het huidige België ("de zuidelijke provinciën"). In de korte voorafgaande periode 1813-1815 werd met "Verenigde Nederlanden" de vereniging van provincies aangeduid die op ongeveer het grondgebied van het huidige Nederland lagen en van de voorafgaande Bataafse Republiek (1795-1806). Deze waren in het Verenigd Koninkrijk der Nederlanden "de noordelijke provinciën".

## Ontstaan
De oprichting van dit koninkrijk vond plaats in de nasleep van de Franse Revolutie en de daaropvolgende napoleontische oorlogen. In oktober 1813 waren legers van Rusland, Pruisen, Oostenrijk en Zweden het Eerste Franse Keizerrijk in het  oosten binnengevallen, wat tot de Zesde Coalitieoorlog voerde en tot de veldslag bij Leipzig. Daar leed opperbevelhebber en keizer Napoleon Bonaparte een zware militaire nederlaag, en ook onder de soldaten waren grote verliezen te betreuren. De Franse keizer trok zich terug naar Parijs en trad af.
Bij de internationale besprekingen over de nieuwe staatkundige orde in Europa herkreeg de voormalige Republiek der Nederlanden, die deel had uitgemaakt van het Eerste Franse Keizerrijk, haar onafhankelijkheid als staat. De staatsvorm werd echter gewijzigd in een monarchie met de naam Soeverein Vorstendom der Verenigde Nederlanden, in de voormalige Oostenrijkse Nederlanden ('Zuidelijke Nederlanden') drie voorlopige generaal-gouvernementen. Bij de Eerste Vrede van Parijs besluiten de partijen aan de onderhandelingstafel dat de oude gewesten van de Nederlanden herenigd moeten worden, zodat er een relatief sterke staatkundige eenheid ontstaat die samen met andere staten een militaire buffer kunnen vormen rondom de grenzen van Frankrijk. De contouren van het nieuwe koninkrijk werden vastgelegd op het Congres van Wenen (september 1814 – juni 1815). Hier besluiten enkele grote en vele kleinere machten na een reeks besprekingen, dat erfprins Willem Frederik, zoon van de laatste stadhouder, als Willem I koning van het nieuwe Verenigd Koninkrijk der Nederlanden wordt.
Luxemburg werd als groothertogdom een zelfstandige bestuurlijke eenheid binnen de Duitse Bond en Willem I werd aangewezen als groothertog, de bestuurder op provinciaal niveau. Luxemburg kreeg dezelfde grondwet als het koninkrijk, behoudens de betrekkingen tot de Duitse bond. Zo ontstond er een personele unie tussen het nieuwe koninkrijk en Luxemburg.

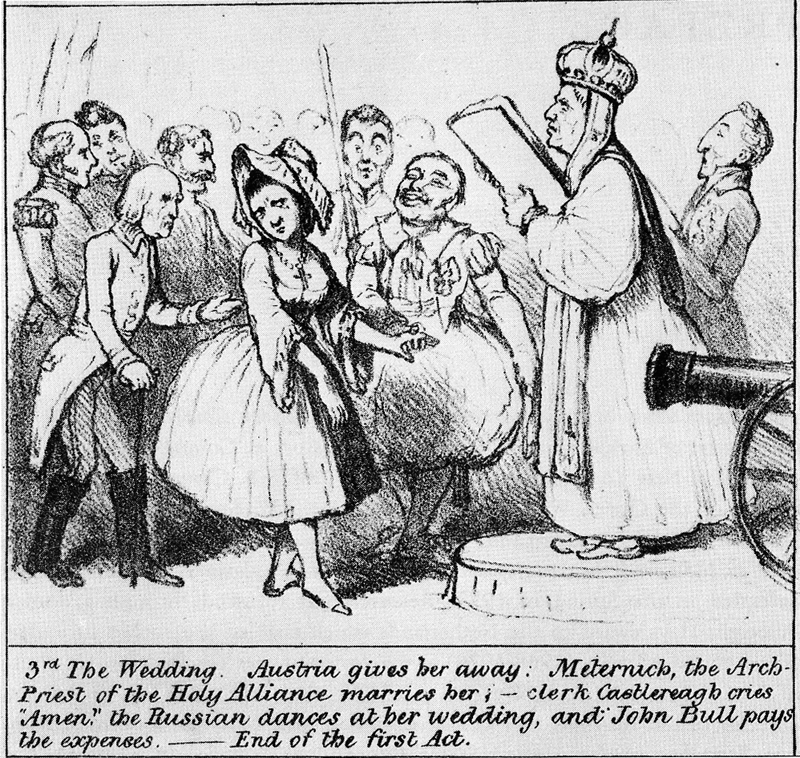
Een Britse cartoon, die de "bruiloft" van België en Nederland bij het Congres van Wenen satiriseert
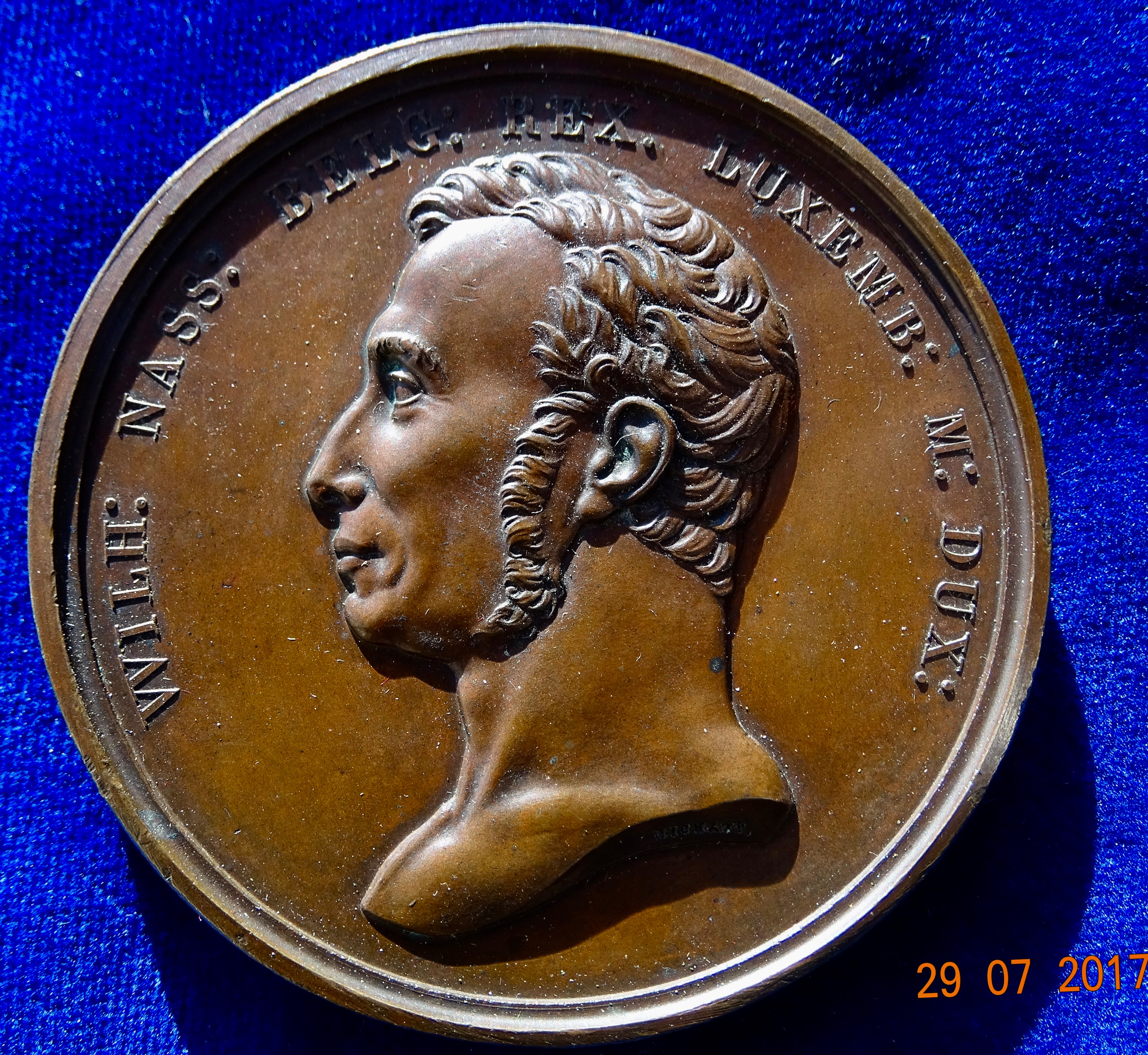
Willem I in maart 1815 als koning der Belgen en groothertog van Luxemburg op een bronzen medaille van Michaut, voorzijde.
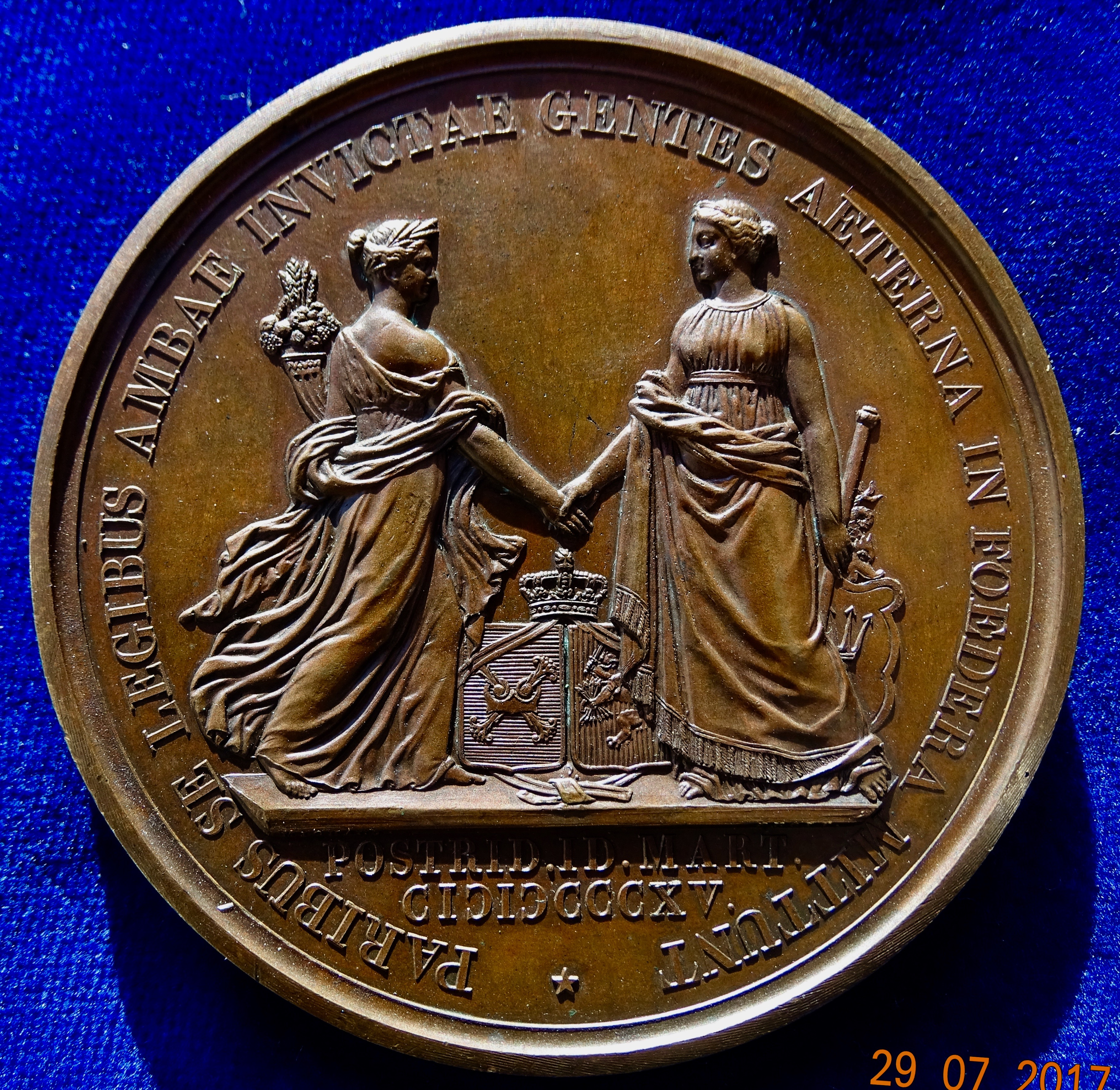
Op de achterkant van deze medaille ter herdenking van de eenwording van de Nederlanden: België en Nederland

## Grondgebied
De landsgrenzen werden vastgelegd in 1815, maar pas in 1817 waren alle grensconflicten met de Pruisische Rijnprovincie opgelost. Krachtens de nieuwe grondwet was het koninkrijk opgebouwd uit 17 provincies:
| Provincie       | Voortgekomen uit de voormalige Départements                                                     | Kamerleden in de Tweede Kamer | Huidig deel van   | Latere ontwikkelingen |
| --------------- | ----------------------------------------------------------------------------------------------- | ----------------------------- | ----------------- | --- |
| Antwerpen       | zuidelijk deel van Twee Neten                                                                   | 5                             | België            | |
| Drente          | zuidelijk deel van Westereems                                                                   | 1                             | Nederland         | |
| Friesland       | Frise                                                                                           | 5                             | Nederland         | |
| Gelderland      | Boven-IJssel                                                                                    | 6                             | Nederland         | |
| Groningen       | noordelijk deel van Westereems                                                                  | 4                             | Nederland         | |
| Henegouwen      | Jemappes                                                                                        | 8                             | België            | |
| Holland         | Monden van de Maas en westelijk deel van de Zuiderzee                                           | 22                            | Nederland         | 1840 verdeeld in de provincies Noord-Holland en Zuid-Holland                                                                                 |
| Limburg         | Nedermaas                                                                                       | 4                             | België, Nederland | Vanaf 1839 verdeeld in de Belgische provincie Limburg en het hertogdom Limburg, dat werd in 1866 de Nederlandse provincie Limburg.           |
| Luik            | grootste deel van Ourthe                                                                        | 6                             | België            | |
| Namen           | westelijk deel van Samber en Maas, deel van Ardennes                                            | 2                             | België            | |
| Noord-Brabant   | Monden van de Rijn, noordelijk deel van Twee Neten, oostelijk deel van de Monden van de Schelde | 7                             | Nederland         | |
| Oost-Vlaanderen | zuidelijk deel van de Schelde                                                                   | 10                            | België            | |
| Overijssel      | Monden van de IJssel                                                                            | 4                             | Nederland         | |
| Zeeland         | westelijk deel van de Monden van de Schelde en noordelijk deel van Schelde                      | 3                             | Nederland         | |
| Zuid-Brabant    | Dijle. Vanaf 1831 provincie Brabant.                                                            | 8                             | België            | 1831 omgedoopt tot provincie Brabant, 1995 verdeeld in de provincies Vlaams-Brabant en Waals-Brabant met het Brussels Hoofdstedelijk Gewest. |
| Utrecht         | zuidoostelijk deel van de Zuiderzee                                                             | 3                             | Nederland         | |
| West-Vlaanderen | Leie                                                                                            | 8                             | België            | |

Het voormalige hertogdom Luxemburg werd in 1815 een groothertogdom binnen de Duitse Bond en werd daarbinnen formeel bestuurd als een achttiende provincie. Het was staatkundig verbonden met het koninkrijk, enerzijds door een politieke unie – Luxemburg was vertegenwoordigd in de Staten-Generaal – anderzijds door een personele unie – de koning van de Nederlanden was tegelijkertijd de groothertog van Luxemburg. Na de afscheiding van België, geregeld in de vrede met België, werd oostelijk Luxemburg een soevereine staat. De personele unie met Nederland werd tot 1890 gehandhaafd.
Het plaatsje Kelmis, met zijn belangrijke groeve voor zinkspaat, gold als een Nederlands-Pruisisch condominium genaamd Neutraal Moresnet. Beide landen stelden commissarissen aan om hier soevereiniteit uit te oefenen.
Het hoogstgelegen punt van het Verenigd Koninkrijk was de Baraque Michel (674 m TAW).

Provincies
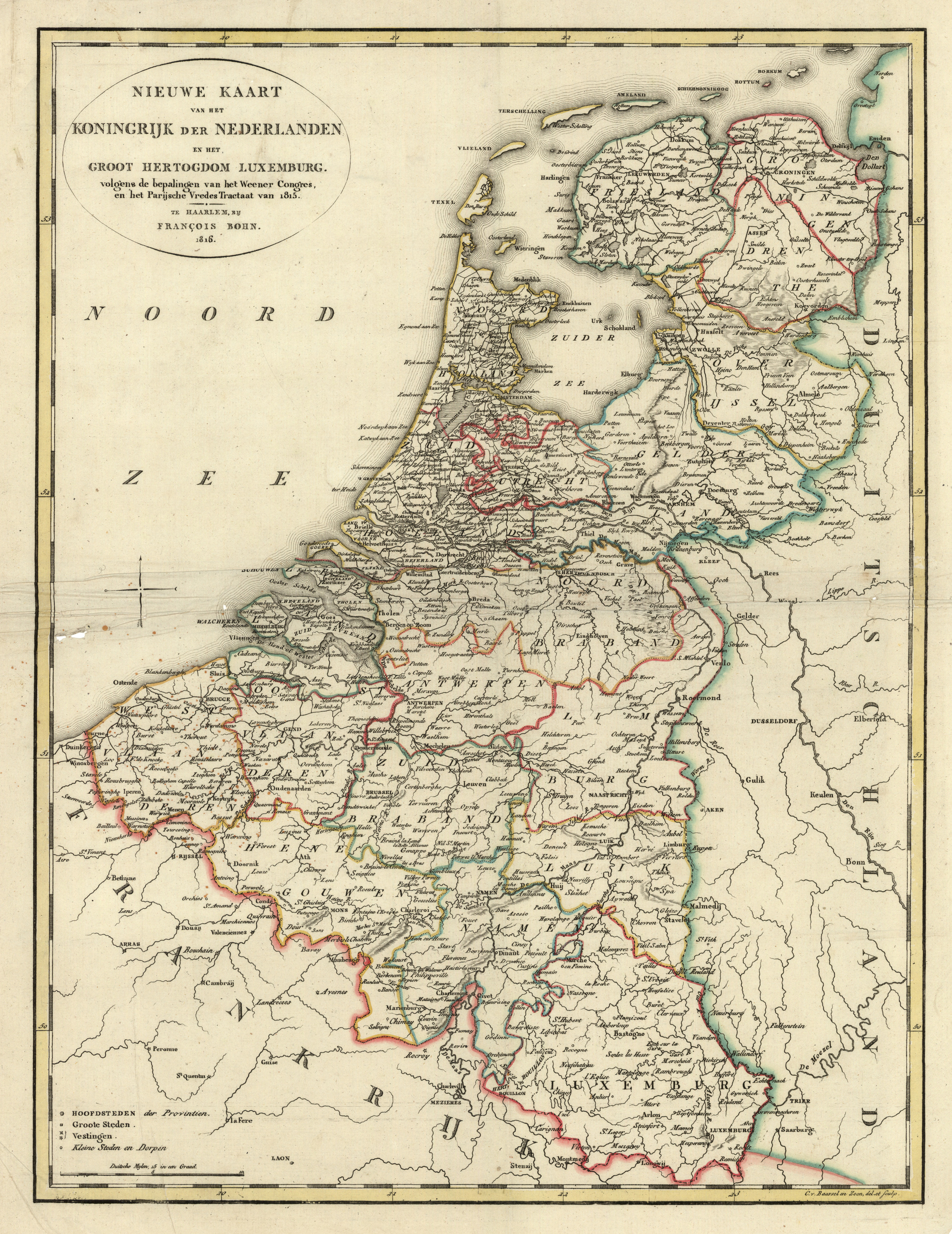
Nieuwe Kaart van het Koningrijk der Nederlanden en het Groot Hertogdom Luxemburg, 1815
Kaart van de provincies
Wapens van de provincies
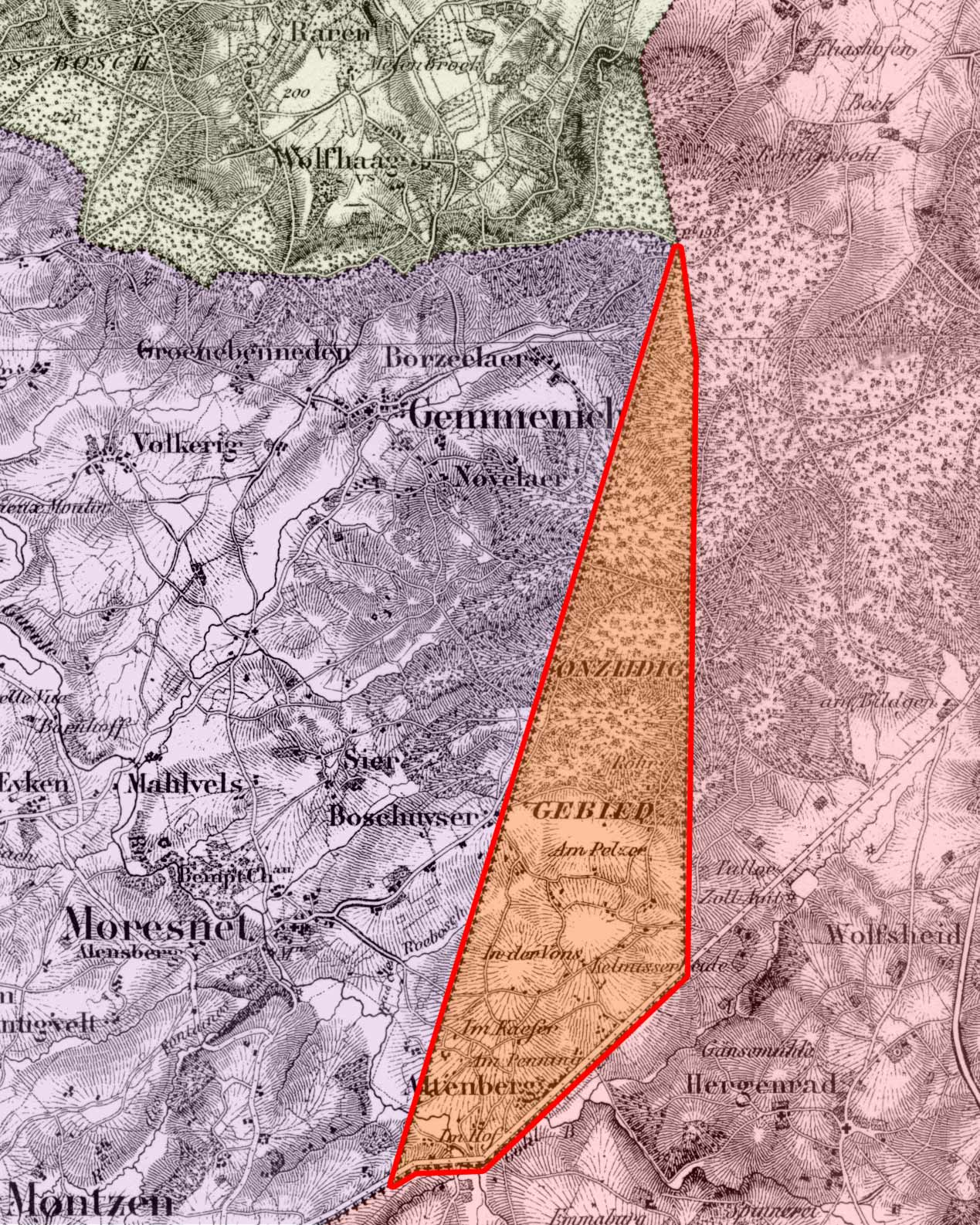
Het ministaatje Neutraal-Moresnet

## Koloniën en koloniale economie
Tijdens de napoleontische oorlogen had Groot-Brittannië alle Nederlandse koloniën preventief bezet. In de zomer van 1814 gaf het de meeste weer terug: Nederlands-Indië, Suriname en de Nederlandse Antillen. Het hield wel vast aan Ceylon, de Kaapkolonie en de overige delen van Nederlands-Guiana.
In 1825 richtte de koning, met kapitaal uit beide landsdelen en uit eigen portemonnee, de Nederlandsche Handel-Maatschappij op, ter bevordering van de handel op de koloniën. Vlak daarop brak de bloedige Java-oorlog uit. Daarna werd in Nederlands-Indië het cultuurstelsel ingevoerd, waarbij voortaan één vijfde van de oogsten aan de Nederlandse overheid viel.

## Bestuur
Het Verenigd Koninkrijk der Nederlanden kreeg een grondwet en was daarom een constitutionele monarchie, maar de grootmachten wensten geen orgaan van volksvertegenwoordiging. De koning was het staatshoofd en regeerde alleen, op basis van de grondwet, hij had een groep van ministers om zich heen als ondersteuning. In deze tijd stonden de ministers dus in dienst van de koning en fungeerden ze als zijn raadsmannen, ze werden gekozen, benoemd en ontslagen op eigen gezag door de koning.
Er waren twee regeringscentra: Den Haag en Brussel. De regering zetelde om het jaar in een van deze steden. Het gevolg was dat de ministers en ambtenaren in beide steden woningen moesten bezitten of huren.

## Taal
Zoals in veel regio's in Europa, werd het Frans in de 17de eeuw ook in de Zuidelijke Nederlanden de taal van de hogere standen terwijl het Nederlands niet helemaal uit de hogere cultuursfeer werd verdrongen. De overgrote meerderheid van de bevolking was echter analfabeet en sprak een plaatselijk dialect. Na annexatie door Frankrijk op 1 oktober 1795 werden inwoners van de geannexeerde gebieden als Franse burgers beschouwd, het spreken van andere talen werd tegengegaan. Openbare akten moesten in het Frans worden opgesteld, ook in Vlaanderen. Belangrijk was ook de verfransing van het hoger onderwijs. Omdat de burgerij, de gegoede stand, naast de oude adel in het landsbestuur kwam, werd het Frans ook in de politiek de gangbare taal.
In het Verenigd Koninkrijk was de nieuwe koning Willem I net als de Fransen van mening, dat één land ook maar één taal moest hebben, in zijn geval was die het Nederlands. Op 1 oktober 1814 kondigde de koning aan, dat het Nederlands de officiële taal van het rijk zou worden, maar het kwam naast het Frans te staan en werd nog niet verplicht gesteld. In 1819 werd Nederlands verplicht gesteld in de zuidelijke provincies; Antwerpen, Oost- en West-Vlaanderen, Limburg (1819) en het feitelijk tweetalige Zuid-Brabant (1823). In de Waalse provincies; Henegouwen, Luik en Namen bleef Frans de officiële taal maar werd het Nederlands langzaam geïntroduceerd in scholen. In het hertogdom Luxemburg was Frans de facto de taal die voor officiële stukken werd gebruikt, terwijl het Duits ook gangbaar was.
De koning drong erop aan dat het Nederlands de algemene bestuurstaal was, maar in de politiek was het Frans gangbaar. Alle Zuiderlingen in de Staten-Generaal spraken Frans, en dit werd ook verstaan door de Noorderlingen. Om beter verstaan te worden door de Vlaamse en vooral Waalse collega's, spraken de Noorderlingen ook zelf soms Frans, hetgeen ze schertsend défendre les intérêts nationaux en langue étrangère (De nationale belangen verdedigen in een vreemde taal) noemden.

Regering
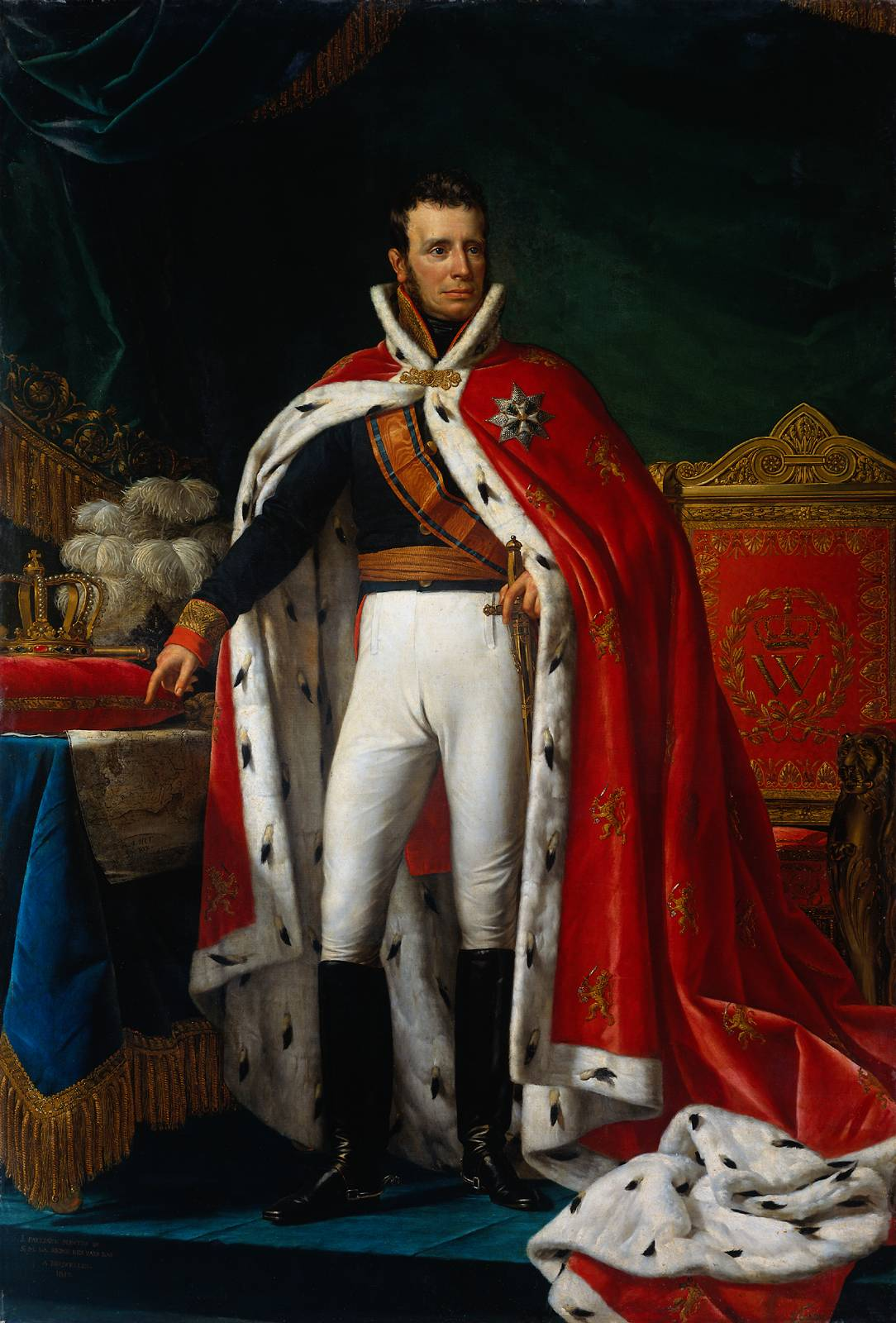
Koning Willem I
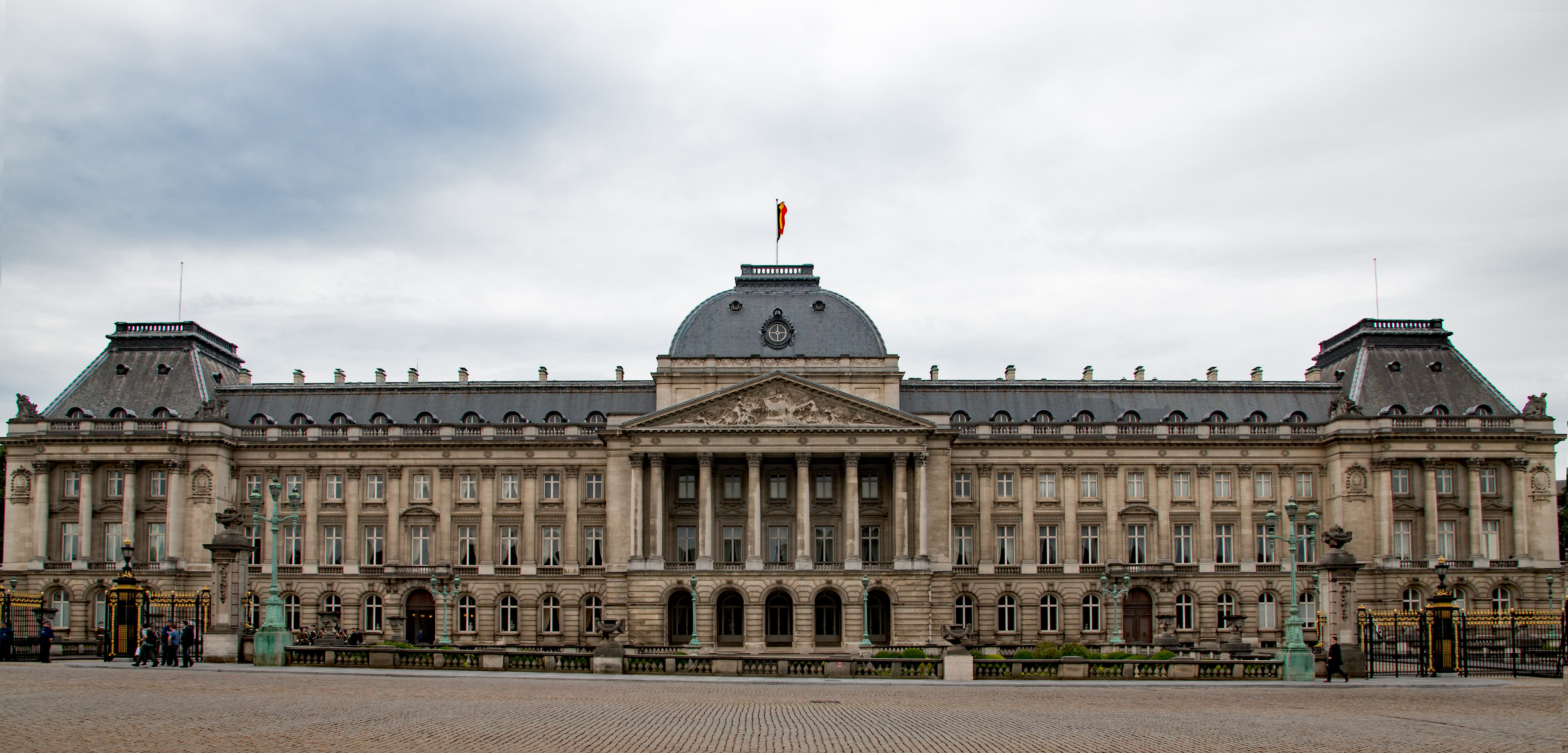
Het Koninklijk Paleis van Brussel werd begonnen door Willem I

## Sociale ontwikkelingen
In het begin kreeg vooral het Noorden te maken met veel werkloosheid en armoede, ten gevolge van een toevloed aan Britse goederen. Eén op de negen mensen leefde er van een soort bijstand, nauwelijks genoeg om van te overleven. Arbeiders uit deze groep werden vervangen door frisse, geschoolde werknemers uit het buitenland, wat het werkloosheidscijfer verder omhoog dreef. Via een nieuwe instelling, de Maatschappij van Weldadigheid, werden weeshuizen opgericht. In nieuwe veenkoloniën in Drenthe konden duizenden verpauperde mensen onder barre omstandigheden aan het werk. Dankzij de hereniging van de Nederlanden werd de zware schuldenlast van het Noorden verlicht.
Het Zuiden was financieel stabiel, maar moest de schulden van het Noorden mee afbetalen. Anderzijds profiteerde het mee van de opbrengsten en afzetmogelijkheden in de Nederlandse koloniën. Toch had ook het Zuiden te maken met grote verschillen tussen rijk en arm. De grote winsten in de handel en nijverheid werden meteen weer geïnvesteerd of verdwenen in de zakken van de directeurs. Eén zevende van de bevolking leefde er in armoede. Het grootste obstakel voor de ontwikkeling van het Zuiden was het onderwijs, dat enkel toegankelijk was voor de elite. De overheid richtte staatsscholen op, en damde zo de ongeletterdheid in.

## Economische ontwikkelingen
Met succes werden vele initiatieven ondernomen om de handel te bevorderen. Nieuwe in- en uitvoertarieven werden vastgelegd. Om de eenheid tussen de regio's te bevorderen, voerde de koning het metrisch stelsel opnieuw in. Een uitgebreid netwerk van verharde landwegen werd aangelegd, maar ook nieuwe waterwegen zoals het Noordhollandsch Kanaal, het Kanaal Charleroi-Brussel, het Kanaal Gent-Terneuzen en de Zuid-Willemsvaart.
Vooral in het Zuiden was de industrie in opmars (o.a. kolen, ijzer en vlas). De gemoderniseerde haven van Antwerpen exporteerde laken, wapens, ijzerwaren en importeerde wol en katoen. De handelsvloot van Antwerpen groeide aan tot 117 schepen. Het Noorden kende zijn primeur dankzij oud-officier Paul van Vlissingen, die een stoomboot introduceerde voor veerdiensten. Met Engelse hulp richtte hij bovendien de machinefabriek bij Fijenoord op.
De koning stichtte het Amortisatiesyndicaat, waarmee hij – naar eigen goeddunken, want hij hield het buiten de controle van de Staten-Generaal – economische projecten financierde. In 1822 richtte hij ook een Algemeene Nederlandsche Maatschappij ter Begunstiging van de Volksvlijt op. Deze maatschappij had als doel de groei van de welvaart in het Zuiden te stimuleren.

## Uiteenvallen
In de Zuidelijke Nederlanden ontstond er grote ontevredenheid. Vanuit het paritaire parlement en door het despotisme van Willem I, werd hieraan onvoldoende gehoor gegeven. In deze context sloegen de twee grote Zuidelijke partijen – de katholieken en de liberalen – de handen in elkaar om gezamenlijk oppositie te voeren (het zogenaamde monsterverbond). Op politiek vlak werd de druk opgevoerd, en in augustus 1830 kwam ook de bevolking in opstand. Noordelijke troepen vielen het Zuiden binnen, maar Frankrijk dreigde met een interventie om de nieuwe staat te beschermen. Willem I moest het offensief beëindigen. Hij erkende de onafhankelijkheid in het Verdrag van Londen (1839).
In 1860 deed België pogingen tot meer verbroedering met Nederland vanwege de dreigende annexatie door Napoleon III. Premier Charles Rogier van België vond dat het oude Koninkrijk der Nederlanden hersteld moest worden in de vorm van een confederatie. Hij liet zelfs de Brabançonne aanpassen, opdat die de vriendschapsbanden tussen Nederlanders en Belgen (lett.: Bataven en Belgen) zou benadrukken.
Het (na 1839, oostelijke deel van) groothertogdom Luxemburg bleef in het bezit van de koning van Nederland, tot aan de dood van koning Willem III. Toen stierf immers de tak van Willem V van Oranje-Nassau uit in mannelijke linie. De Nederlandse kroon vererfde naar de dichtst bijzijnde verwant, zijn dochter Wilhelmina. De Luxemburgse kroon moest naar een mannelijke erfgenaam vererven (Salische Wet), dus de verre verwant Adolf van Nassau-Weilburg.
In de jaren 1920 ontstond in Vlaanderen en Nederland een streven naar hereniging: het grootneerlandisme. In voornamelijk rechtse kringen werd er ook vaak nostalgisch teruggekeken naar de historische Zeventien Provinciën (het heelneerlandisme). Sinds de Tweede Wereldoorlog werken Nederland, België en Luxemburg nauw samen in het kader van de Benelux.

Opstand
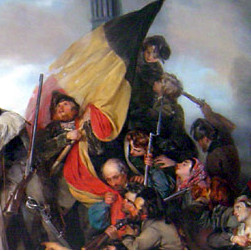
Voorstelling van de opstand in Brussel
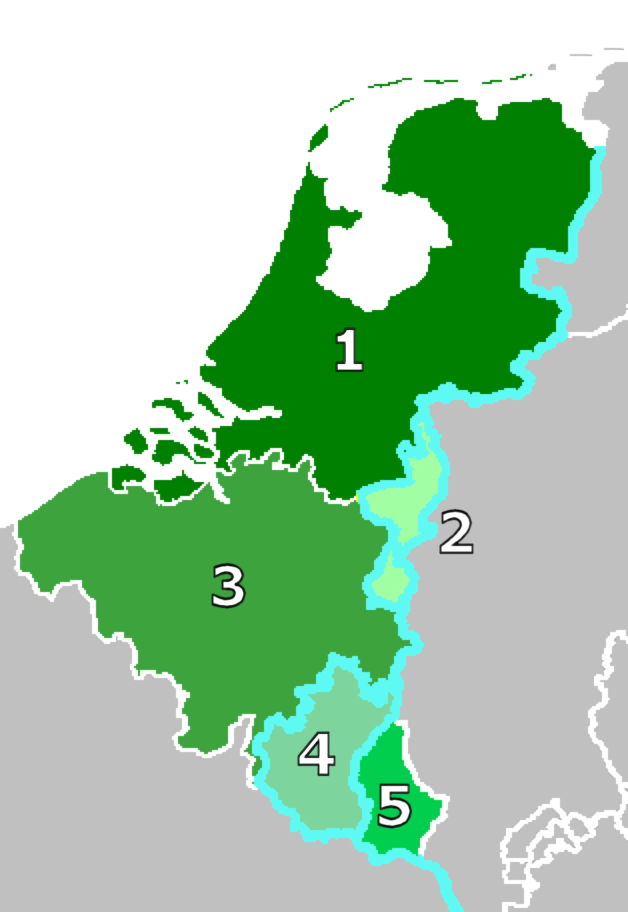
Nederland, België en Luxemburg na 1839